# Râul Mureș

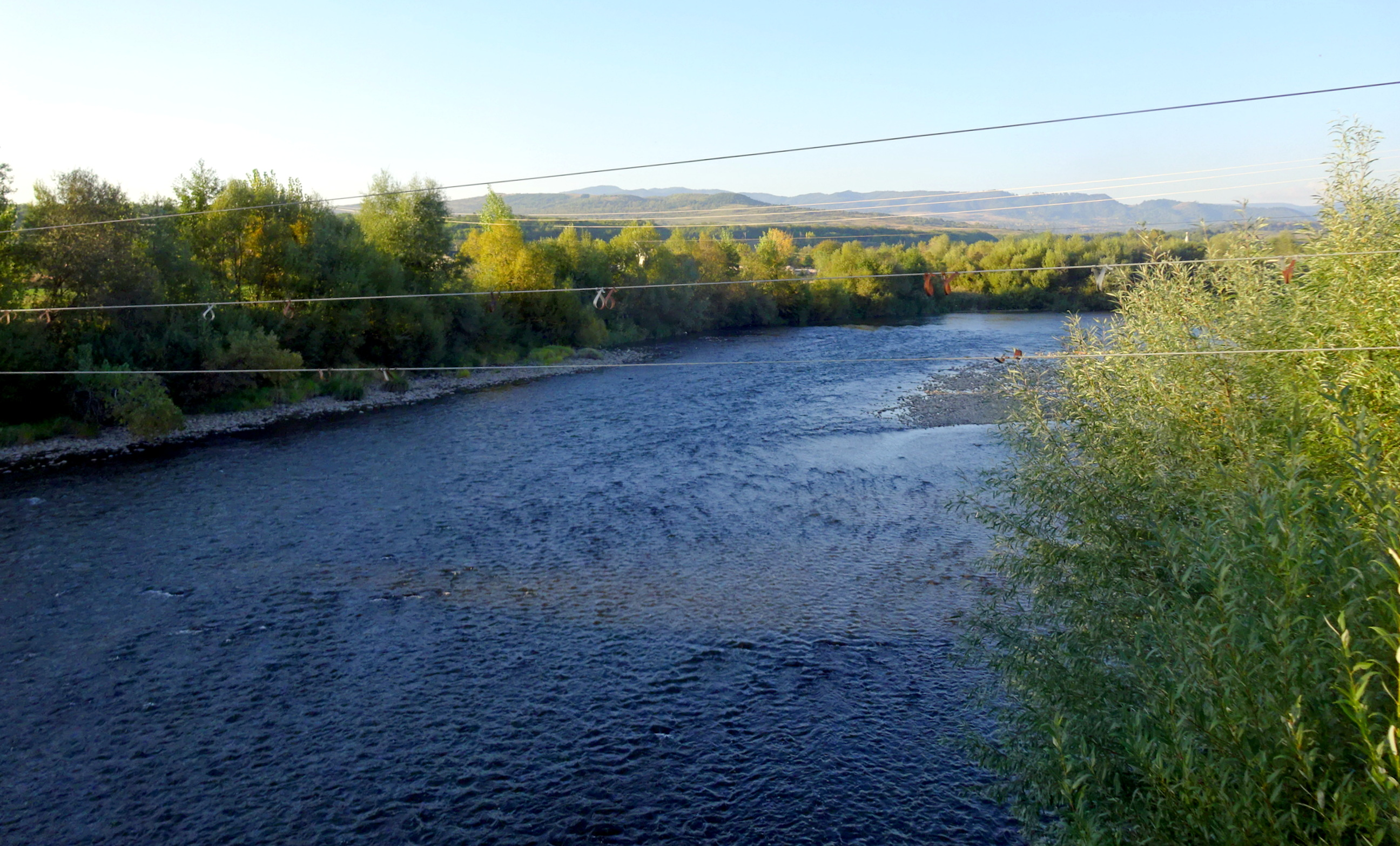
Râul Mureș în cursul superior la Rușii-Munți, județul Mureș

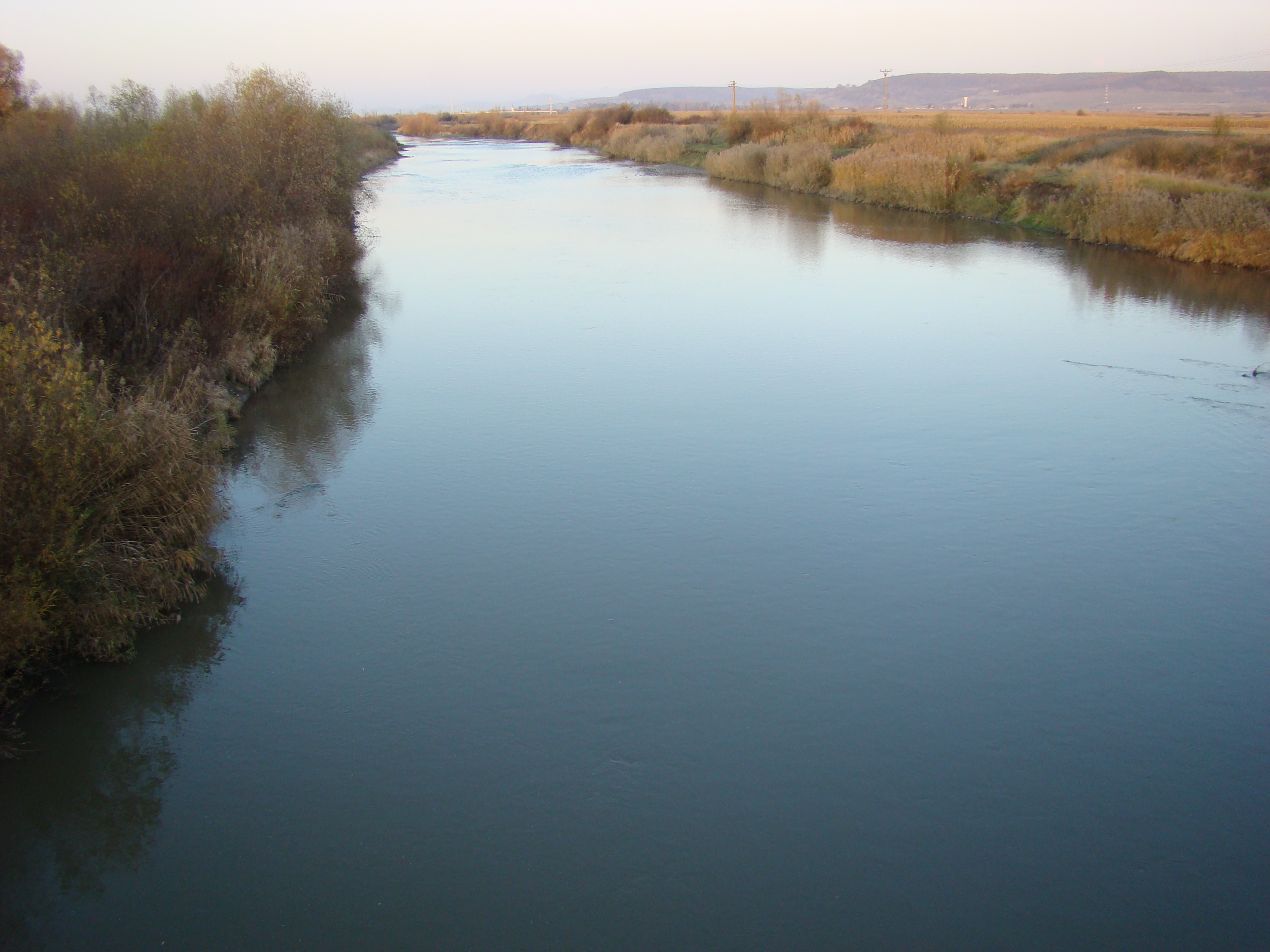
Râul Mureș la Glodeni, județul Mureș

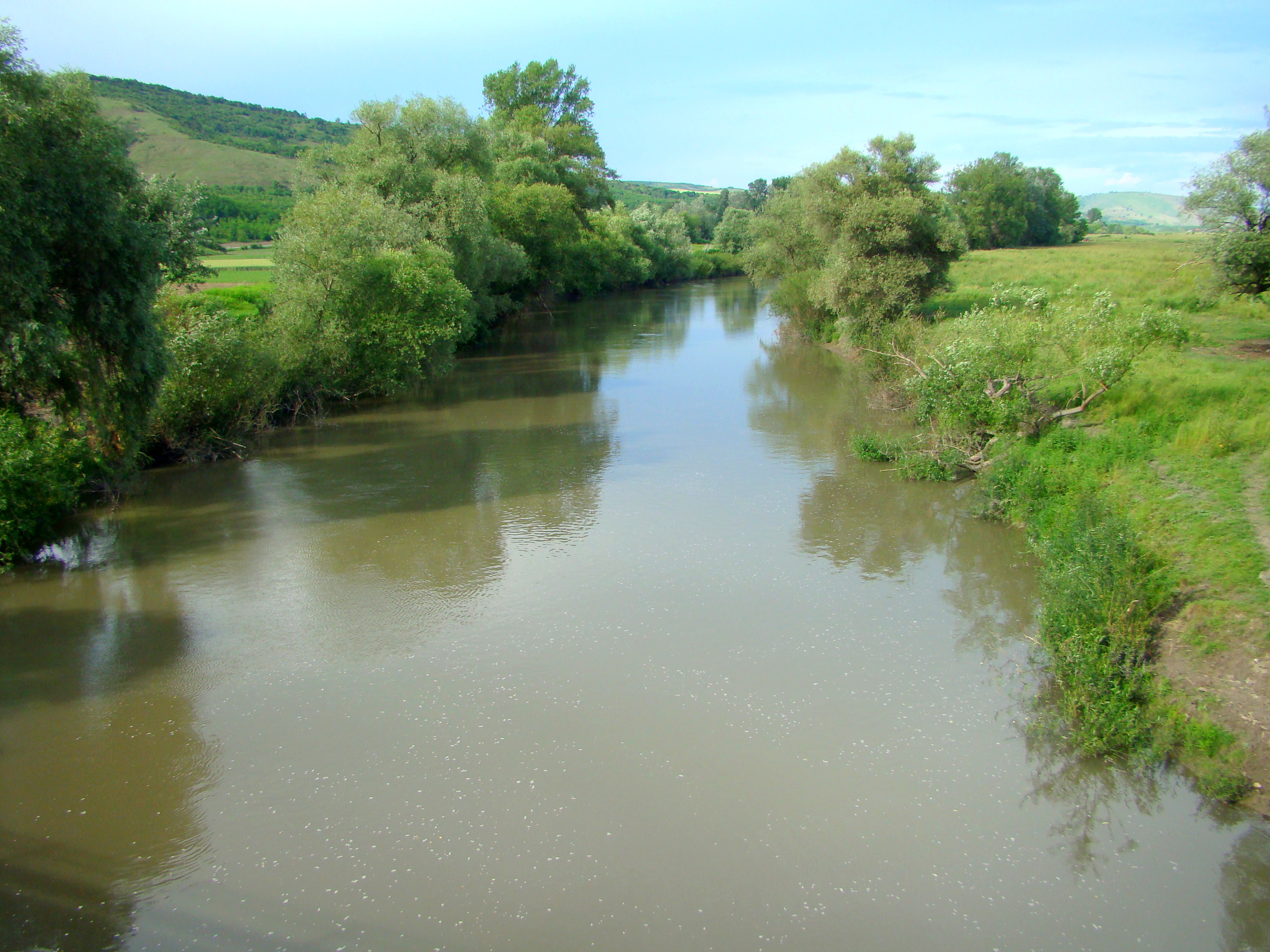
Râul Mureș la Sânpaul, județul Mureș

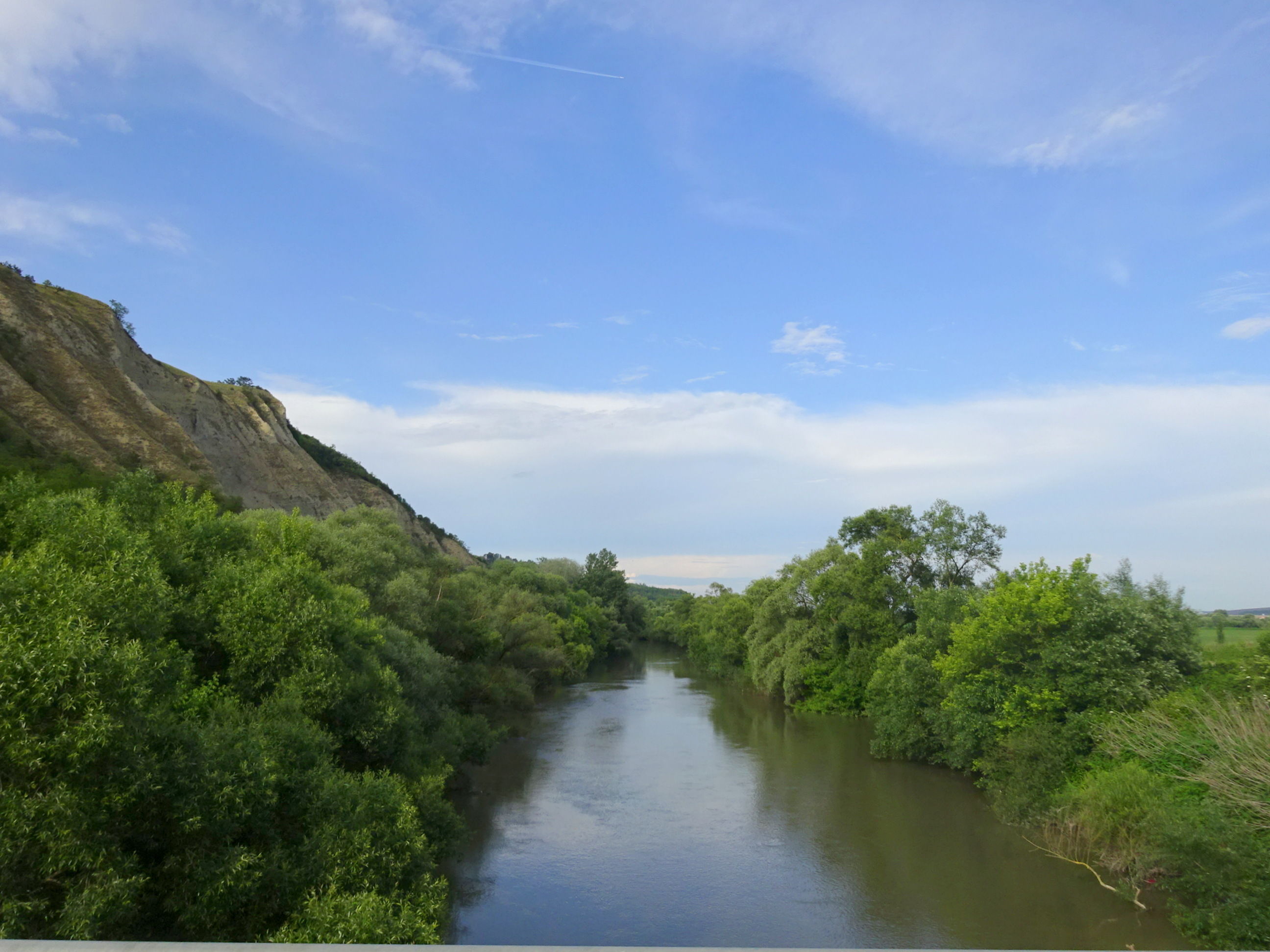
Râul Mureș la Ogra, județul Mureș

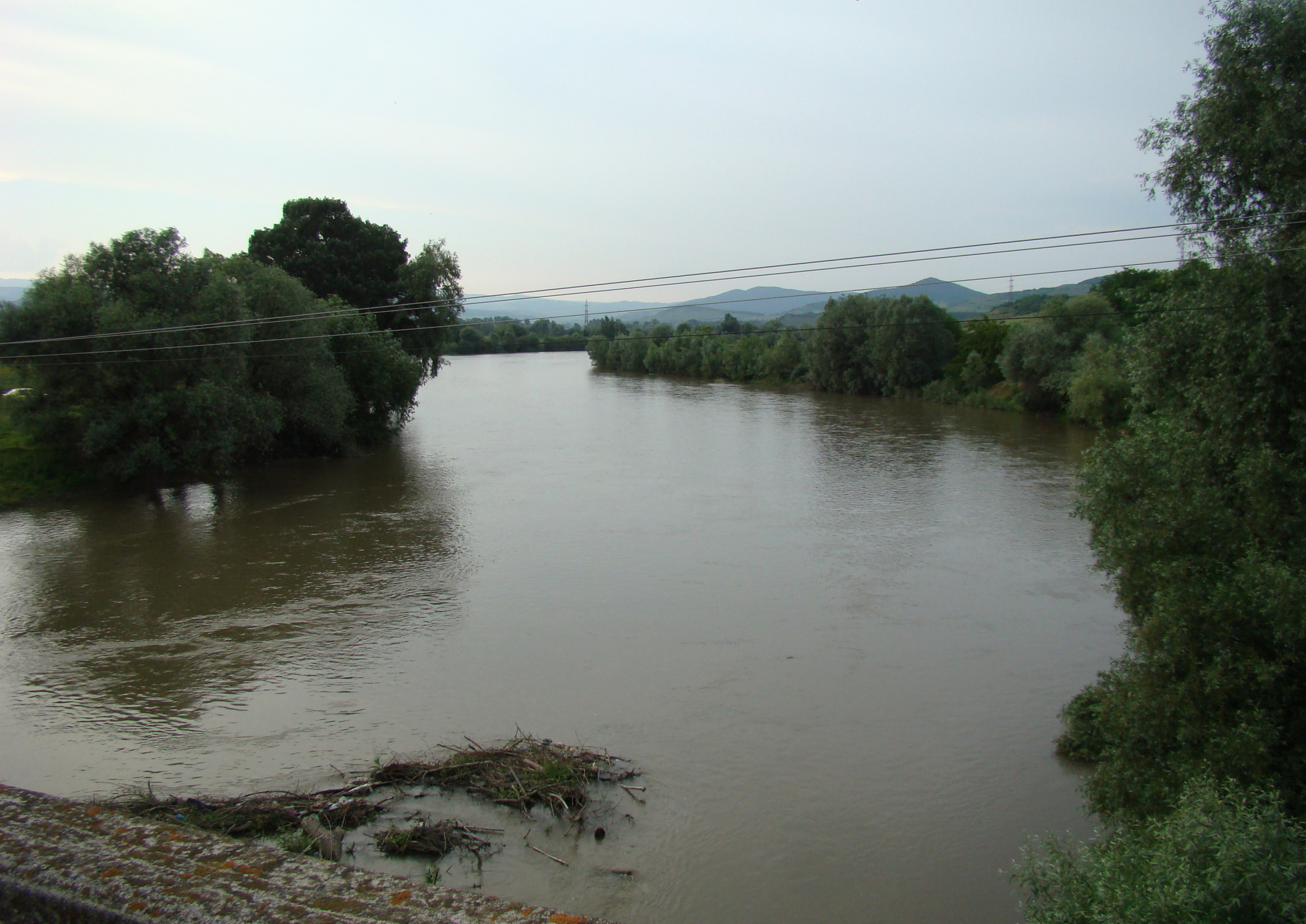
Râul Mureș la Ciumbrud, județul Alba

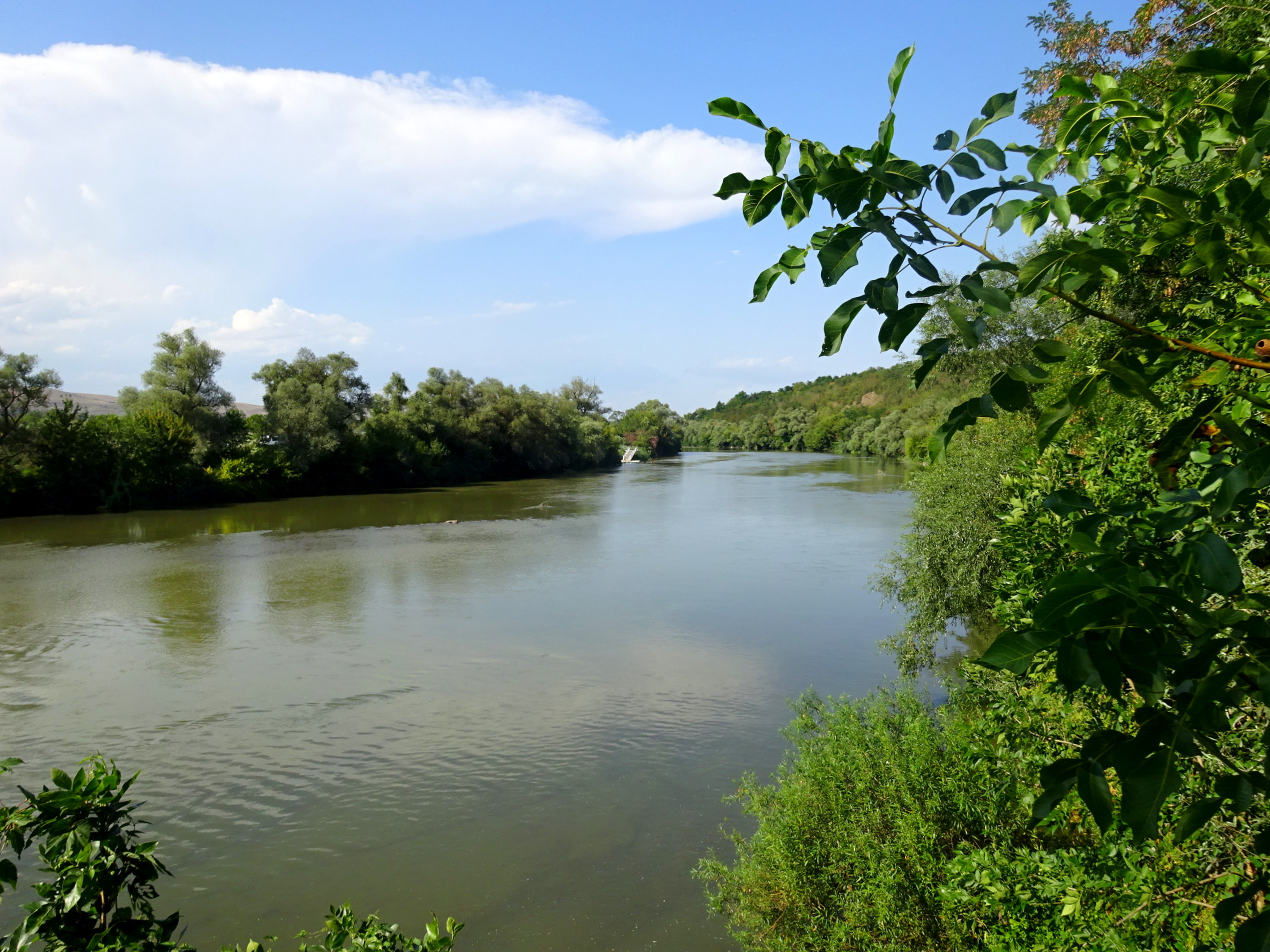
Râul Mureș în apropiere de Alba Iulia

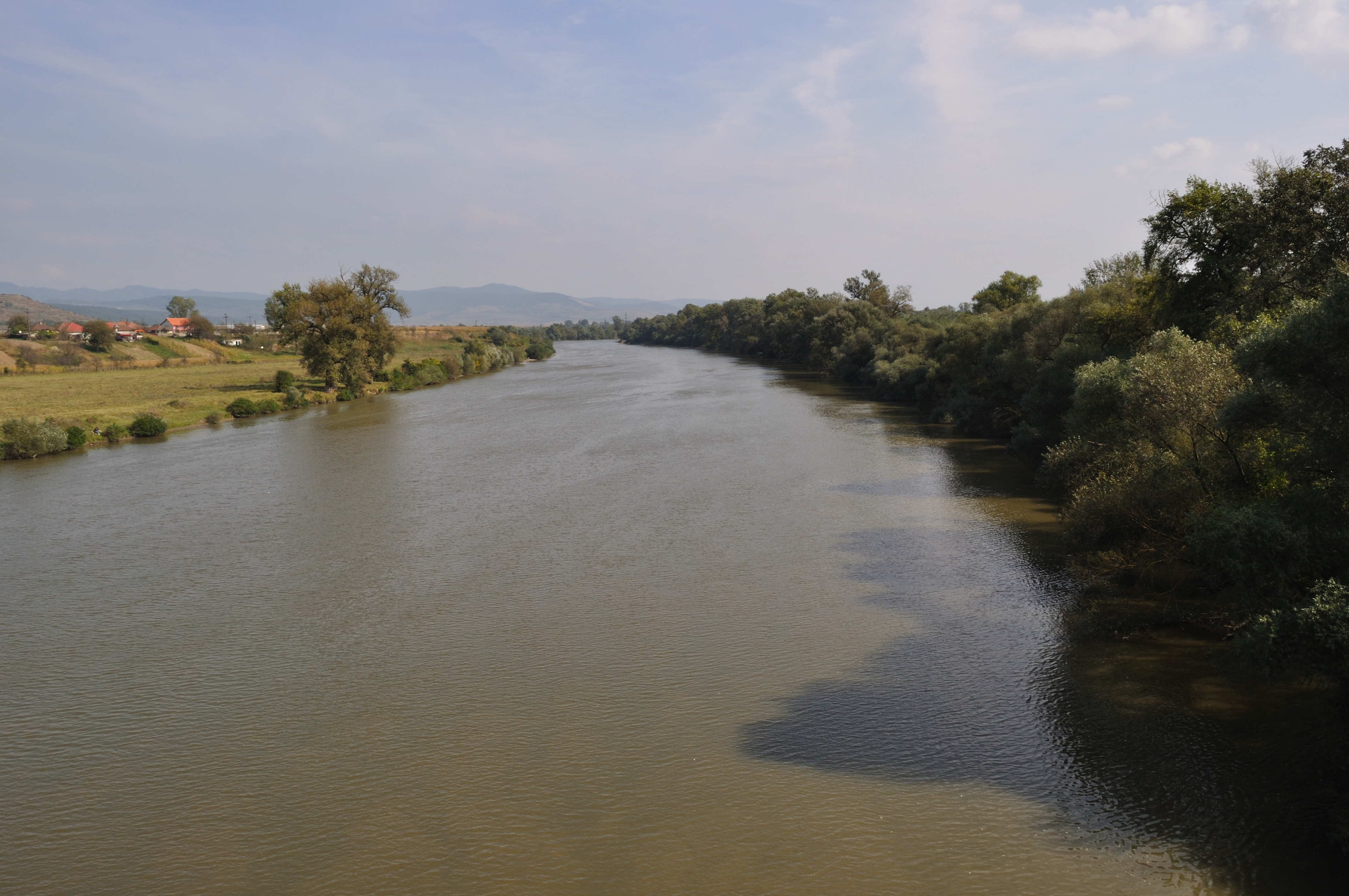
Râul Mureș la Șoimuș, județul Hunedoara

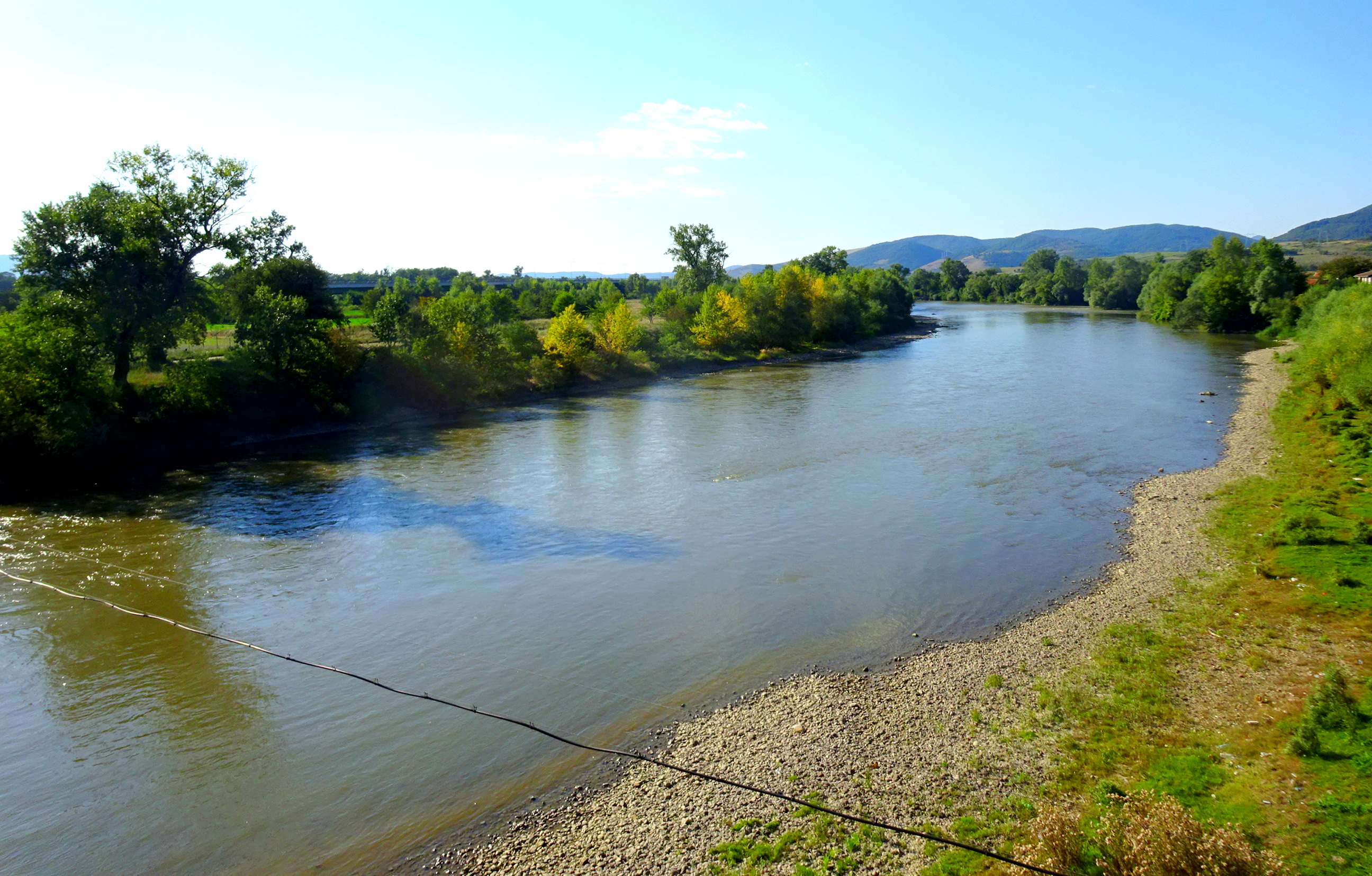
Râul Mureș la Simeria, județul Hunedoara

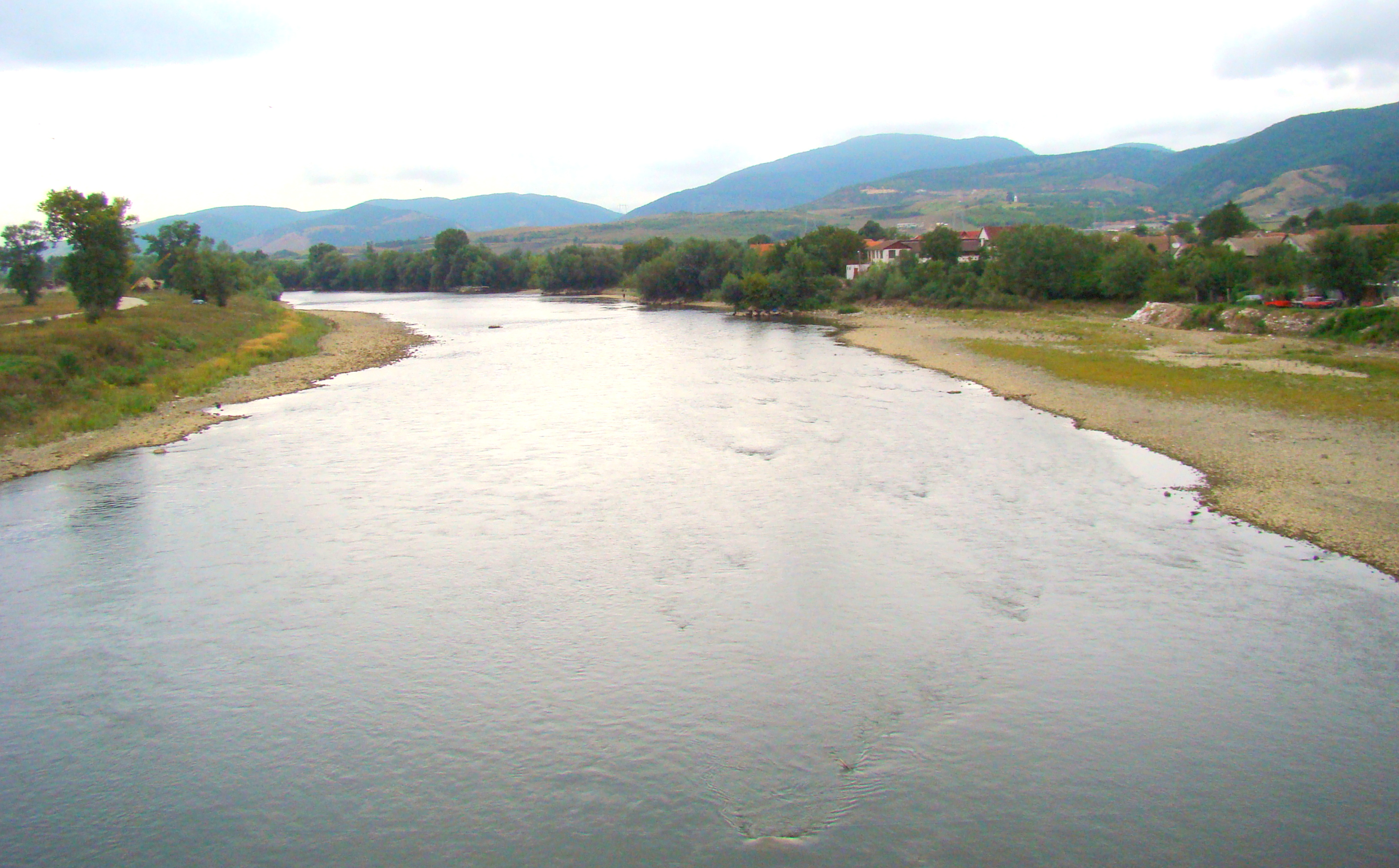
Râul Mureș la Chimindia, județul Hunedoara

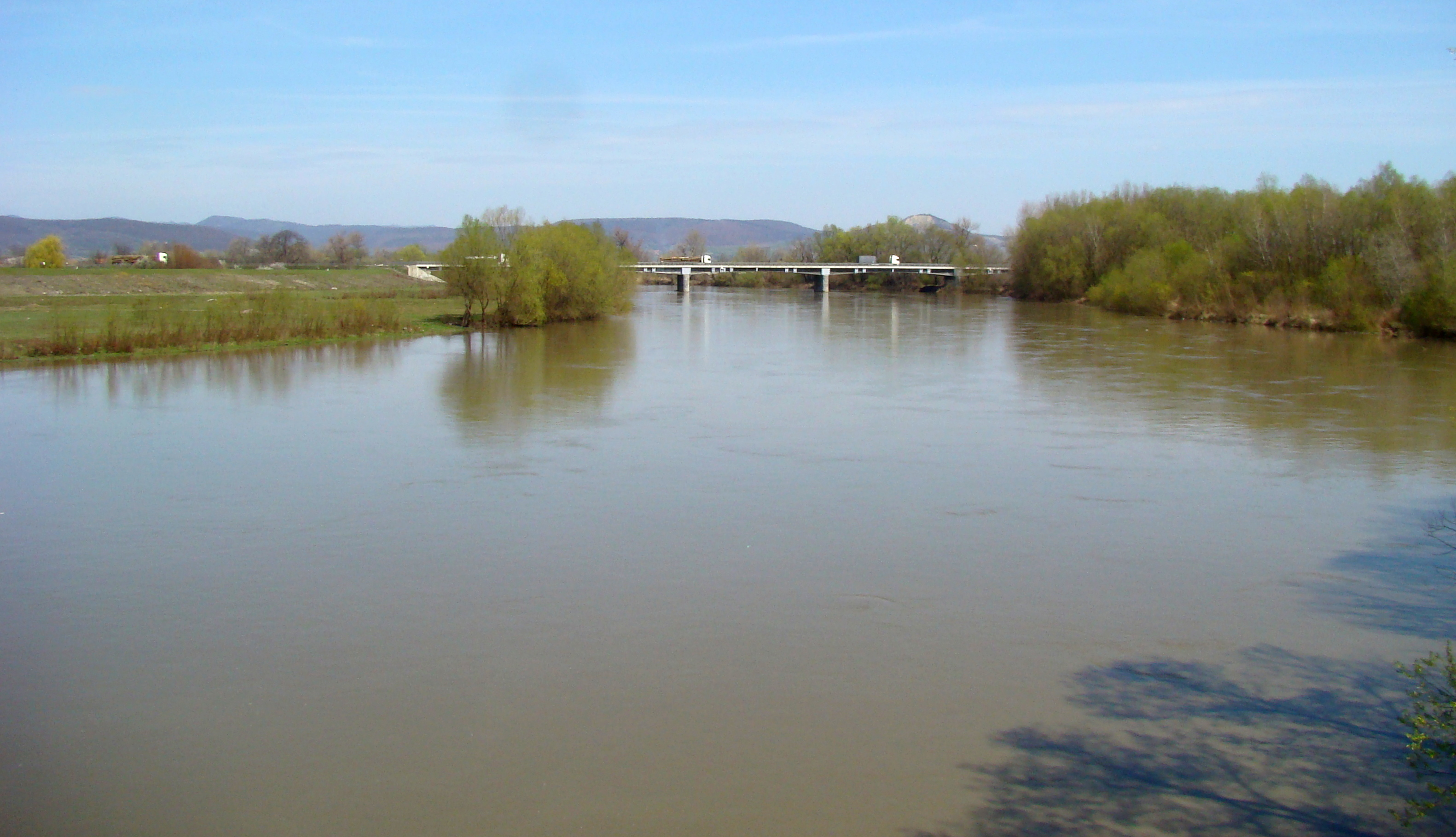
Râul Mureș la Ilia, județul Hunedoara

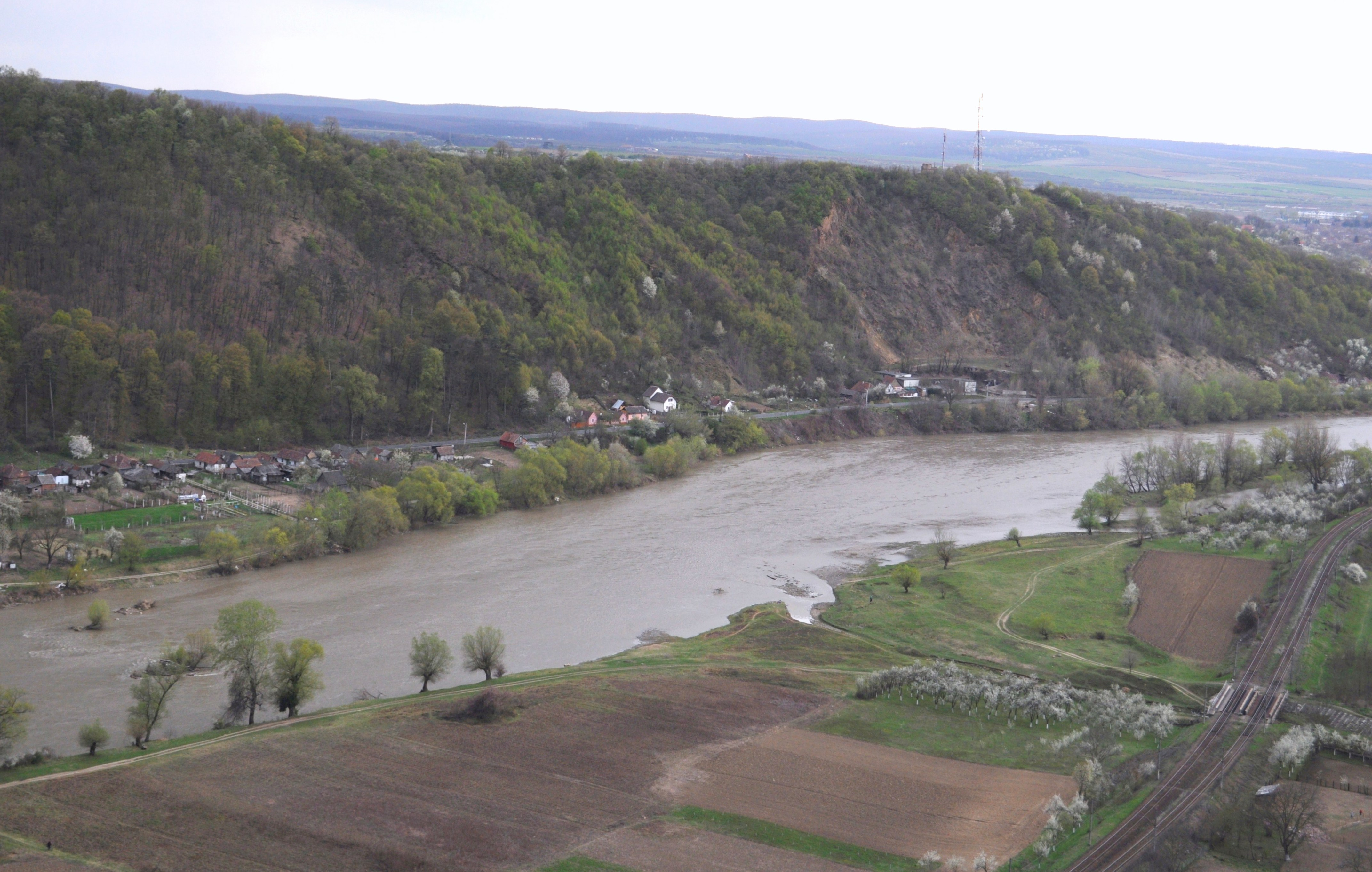
Râul Mureș la Lipova, județul Arad

Mureșul (în latină Maris, în maghiară Maros, în germană Mieresch) este un râu, care curge în România și Ungaria, în lungime de 789 km și se varsă în Tisa. Mureșul izvorăște din Munții Giurgeu, la 1350 m altitudine, de pe versantul sud-vestic al Muntelui Negru în apropierea Vârfului Fagului, străbate Depresiunea Giurgeu și Defileul Deda - Toplița, traversează Transilvania separând Podișul Târnavelor de Câmpia Transilvaniei, străbate culoarul Alba-Iulia - Turda, în Carpații Occidentali separă Munții Apuseni de Munții Poiana Ruscă, străbate Dealurile de Vest, Câmpia de Vest trecând prin municipiul Arad spre Ungaria, unde se varsă în râul Tisa. Pentru 22,3 km râul marchează frontiera româno-ungară.
Afluenți: Târnava Mare, Târnava Mică (din Carpații Orientali) ce se unesc la Blaj județul Alba, Sebeș, Strei (din Carpații Meridionali), Arieș și Ampoi (din Munții Apuseni).
- Amenajări hidroenergetice: pe Râul Mare și Sebeș.
- Orașe principale: Reghin, Târgu Mureș, Alba Iulia, Deva, Arad.

## Etimologie
Mureș este un hidronim care provine din forma veche a limbii române, Morisis, din care ulterior a derivat forma maghiară Maros.

## Istoric
Încă din perioada antichității, râul Mureș a fost o cale navigabilă foarte intens folosită atât pentru traficul comercial cât și în scop strategic, devenind o adevărată autostradă a zonei de la Nord de Dunăre.  Menționat de Herodot încă din anul 484 î.h. (cu 4 secole înainte de crearea “Drumului Mătăsii”), sub denumirea de Maris, Mureșul este, după Dunăre, al doilea râu al României ca lungime (761 km) și al treilea ca suprafață hidrografică (27.890 kmp, după Dunăre și Siret). 
Încă din timpul războaielor daco-romane controlul Mureșului a constituit una din manevrele militare cheie, pe care armata romană s-a străduit să o obțină pentru a avea un avantaj asupra sistemului defensiv al Regatului dacic. 
Astfel, în cursul operațiunilor militare din debutul celui de-al doilea război dacic al lui Traian se presupune că vexilația formată din trupele Pannoniei Inferior avându-l în frunte pe Aelius Hadrianus (viitorul împărat Hadrian), pe atunci guvernator al provinciei Pannonia, ar fi pătruns spre inima Daciei pe Valea Mureșului, folosindu-se probabil și de flota fluvială - Classis Flavia Pannonica. Existența unui collegium nautarum la Apulum este un indiciu că cei care se ocupau cu cărăușia pe apă în epoca romană erau destul de numeroși. Toate materiile prime: aur, fier, sare, lemn, erau exportate spre Roma și alte provincii vestice pe calea apei. Lipsa sării în provinciile romane învecinate (cele două Pannonii și cele două Moesii) este un bun argument pentru a explica  regularitatea acestui export masiv pe Mureș. Acest fapt, împreună cu densitatea mare de locuire civilă (prin cele două orașe), și cu prezența legiunii și a guvernatorului Daciei la Apulum face să apară aici cel mai important port fluvial civil al Daciei romane. De altfel, aici se intersectau autostrada fluvială a Mureșului (care se conecta la Partiscum cu drumul dinspre Lugio) cu principalul drum imperial al provinciei Dacia, ce traversa cele mai importante orașe de la nordul Dunării: Dierna - Tibiscum - Ulpia Traiana – Apulum – Potaissa – Napoca - Porolissum.

## Terasele Mureșului
Valea Mureșului, cu o lungime de aproximativ 715 km pe teritoriul României, prezintă pe parcursul ei un număr diferit de terase. Numărul și altitudinile variabile ale acestora sunt generate de evoluția paleogeografică în ansamblu a văii și de unele cauze locale, cum ar fi: structura geologică, tectonică, alternanța sectoarelor de defileu (Defileul Toplița-Deda, Defileul Șoimuș-Lipova) cu bazine depresionare (Depr. Giurgeului, Depr. Transilvaniei, Depr. Hațeg-Orăștie, Depr. Panonică) etc. 
În Depr. Giurgeu, terasele Mureșului, cu structură mixtă și în rocă, sculptate în depozite vulcanice și sedimentare, sunt în număr de 5 și au altitudini relative de 4-5 m, 12-15 m, 25-30 m, 35-40 m și 60-70 m (I. Bojoi, Swizewski, 1970; C. Swizewski, 1980). Însă, V. Mihăilescu (1963) consideră nivelul de 40 m ca fiind terasa superioară, moment în care drenajul fostului lac devine un fapt împlinit.
Din studiile realizate până în prezent, reținem că B. Bulla (1943), citat de T. Bandrabur și Veronica Codarcea (1974), menționează pe sectorul în aval de Remetea prezența a 6 nivele de terasă (în care include și lunca) cu următoarele altitudini relative: 0,4-1,5 m, 10 m, 18-27 m, 35-45 m, 60-70 m și 95-110 m. M. Iancu și Tr. Ichim, într-o comunicare din 1971, citată tot de autorii mai sus menționați, au vorbit de existența a 5 terase cu altitudini relative de 3-4 m, 8-10 m, 18-20 m, 28-30 m și 45-55 m.
Cercetările detaliate efectuate de T. Bandrabur și Veronica Codarcea (1974) au scos în evidență existența, deasupra luncii, a 8 terase, cu următoarele altitudini relative: 4-5 m, 5-10 m, 15-20 m, 35-40 m, 55-60, 70-80 m, 90-100 m și 110-120 m. Conform autorilor, valoarea altitudinii relative a fiecărei terase, urmărită de-a lungul Mureșului, indică uneori o creștere, din cauza proceselor deluviale și coluviale, alteori o scădere, datorită eroziunii. Aceste creșteri sau scăderi ale altitudinilor relative nu au decât o valoare locală. 
Între Toplița și Deda, Defileul Mureșului se înscrie ca un veritabil culoar transversal, lung de aproximativ 34 km, axat pe linia de întâlnire a revărsărilor de lavă și acumulările de piroclastite provenite din Munții Căliman (în nord) și Munții Ghiurghiuliu (în sud). Alternanțele dintre lave și piroclastite au generat apariția lărgirilor intramontane (Stânceni, Lunca Bradului, Răstolița) în cuprinsul cărora se găsesc 4 nivele de terase, cu altitudini relative de 1-2 m, 10 m, 20-22 m și 40-50 m  (Geografia României, III, Carpații Românești și Depresiunea Transilvaniei, 1987). 
În Subcarpații Transilvaniei, în Depr. Deda-Porcești, V. Gârbacea și V. Belozerov (1963) disting pe valea Mureșului 5 nivele de terasă: 8-10 m, 35-40 m, 50-55 m, 60-65 m și 100-110 m. Față de datele autorilor citați, I. Mac (1972) aduce unele modificări cartând următoarele nivele de terasă: 3-4 m (sau lunca), 8-10 m, 20 m, 35-40 m, 60-65 m, 80 m și 100 m. 
Valea Mureșului în Podișul Transilvaniei este predominant asimetrică, cauza fiind mișcările neotectonice  care au determinat o permanentă deplasare a râului spre nord. Ca urmare, pe stânga văii s-a păstrat aproape completă seria teraselor sale, iar versantul drept a luat forma unui abrupt de împingere. 
În Podișul Transilvaniei N. Josan (1979) a identificat 8 nivele de terasă  (t1 = 8-12 m; t2 = 18-25 m; t3 = 30-40 m; t4 = 50-60 m; t5 = 80-90 m; t6 = 110-120 m; t7 = 130-140 m; t8 = 150-160 m) dispuse asimetric, în alternanță, pe trei sectoare: 
1. Sectorul din regiunea de confluență a Mureșului cu Nirajul este distinct prin faptul că terasele celor două râuri formează extremitatea vestică a interfluviului dintre cele două ape.
2. Sectorul Ungheni-Chețani, caracterizat prin desfășurarea tuturor nivelelor de terase, care sunt dispuse preponderent pe partea stângă a văii. Afluenții râului au fragmentat acest sistem de terase, transformându-l în interfluvii cu aspect de poduri.
3. În aval de Chețani asimetria teraselor se schimbă: cele medii și inferioare apar doar în câteva puncte pe partea stângă râului și sunt mai puțin extinse decât în sectorul din amonte. Această reducere este pusă pe seama traversării unei regiuni cu cute strânse, iar sub influența confluenței cu Arieșul, terasele se păstrează mai bine pe partea dreaptă a văii. 
Valea Mureșului în Depr. Turda-Alba Iulia  își accentuează asimetria, care este cauzată atât de numeroșii afluenți din vest (din Munții Apuseni) – care au debite lichide și solide mari –, cât și de înălțarea Munților Apuseni în timpul Cuaternarului. Ca urmare, râul curge mult mai aproape de versantul stâng, respectiv de Dealurile Lopadei și de Podișul Secașelor. În acest culoar apar două îngustări, urmate de două arii depresionare bine individualizate și o unitate deluroasă intercalată (Dealul Bilag, 438 m). 
În această regiune M. Buza (1998) a cartat 8 nivele de terasă , cu poduri bine dezvoltate și netede: t1 de 8-12 m (238-242 m alt. abs.), t2 de 18-25 m (250-260 m), t3 de 30-40 m (270-280 m), t4 de 50-60 m (290-300 m), t5 de 80-90 m (310-320 m), t6 de 110-120 m (340-350 m), t7 de 130-140 m (360-370 m) și t8 de 150-160 m (380-390 m). Acestea „se caracterizează prin poziția lor asimetrică și alternanța pe ambele maluri, cu dezvoltarea nivelelor superioare (t5 – t8) în special pe dreapta râului. Terasele mijlocii și inferioare (t1 – t4) se racordează cu terasele Târnavei, Ampoiului și ale afluenților mai mici (Valea Aiudului, Gârbova, Geoagiu, Galda și Ighiu), marcând evoluția comună (cel puțin în cuaternar) și pledând pentru antecedența Mureșului pe traseul actual“ (M. Buza, 1996). 
În aval de Alba Iulia, în Culoarul Orăștiei, L. Badea și colab. (1987), în acord cu studiile realizate anterior (B. Vulcu, 1971; N. Popp, 1977; V. Trufaș, I. Stanciu, 1983 ), susțin prezența a 7 nivele de terase — de 5-6 m, 8-10 m, 18-22 m, 32-36 m, 45-50 m, 75-80 m și 90-110 m —, dar care, nu numai local ci și regional prezintă variații mari ale înălțimii. Deși au dispunere asimetrică, prin tendința continuă de deplasare spre dreapta a Mureșului (spre nord) și Streiului (spre est), acestea „sunt totuși foarte larg dezvoltate, formând în aria de întâlnire a Mureșului cu Streiul și Cerna un adevărat fragment de câmpie de terase“.
Cercetările efectuate asupra reliefului din arealul orașului Deva de către I. Mac și L. Drăguț (1997) au confirmat atât nivelele de terase stabilite de A. Jampa (1985), cât și pe cele din avalele cartate de E. Vespremeanu (1972). Autorii au identificat un număr de 7 terase pentru Mureș (5-6 m, 8-10 m, 18-20 m, 32-37 m, 45-50 m, 75-80 m și 90-115 m)  și 6 pentru Cerna (5-6 m, 10-12 m, 18-20 m, 30-35 m, 55-60 m și 75-80 m). Cea mai largă extindere a teraselor se observă în partea de sud-est a orașului Deva, pe rocile sedimentare miocene. Între văile Bejan, Cerna și Cristur se conturează o adevărată „câmpie de terase“, cele superioare având întindere surprinzătoare. În ansamblu, frunțile teraselor sunt slab schițate din cauza depunerilor de materiale coluvionale și a lucrărilor antropice. Urmare, racordurile sunt aproape imperceptibile, terasele trecând practic din una în alta.
La nord de valea Bejanului, terasele apar ca nivele extinse pe interfluvii care coboară din dealurile Bejan, Roșilor și Moțar, după care se efilează până la dispariție spre intrarea râului în defileul de la Șoimuș.
La vest de localitatea Deva, până la Zam, între Munții Poiana Ruscăi la sud, și Munții Apuseni (Munții Metaliferi) la nord, Mureșul își sculptează o vale îngustă cu aspect de defileu (în fapt o succesiune de îngustări ale văii de 1-3 km în alternanță cu lățimi de până la 5-6 km, adevărate mici depresiuni închise de îngustări). În acest sector culoarul resimte atât varietatea petrografică, cât particularitățile tectonice.
Conform studiului realizat de L. Badea și M. Buza (1991), în acest sector este prezent un sistem de 7 terase. Acestea sunt foarte fragmentate, chiar lipsind pe unele porțiuni de îngustare a defileului — pe versantul nordic, între Șoimuș și Brănișca, pe cel sudic, amunte și avale de Leșnic, pe ambii versanți, avale de Burjuc — sau fiind foarte bine dezvoltate (în special cele inferioare), ca între Mintia și Vețel, la Brănișca și Bretea Mureșană, între Gurasada și Tătărăști, între Dobra și Teiu (în această ultimă porțiune chiar în serie completă). 
Privite în ansamblu, autorii constată că „nivelele se încadrează foarte bine în scara teraselor puse în evidență în tot Culoarul Orăștiei și chiar în tot cuprinsul mijlociu al Mureșului, precum și la scara generală a teraselor râurilor principale din latura de vest a țării (T. Morariu, V. Gârbacea, 1960)“, iar altitudinea constantă a terasei superioare — care se întrepătrunde pe unele porțiuni cu nivelul suprafeței de 350-380 m — dovedește stabilitatea relativă a structurilor și influența redusă a mișcărilor neotectonice și rolul dominant al variațiilor climatice succedate din Pliocenul superior până în prezent. Înălțimile relative nu depășesc limitele obișnuite și sunt determinate de variațiile locale ale constituției petrografice și ale condițiilor în care se desfășoară eroziunea și acumularea, inclusiv aportul lateral. Contribuția acestui aport lateral la formarea teraselor inferioare este atât de mare încât a căpătat aspect de glacis și este greu de separat terasa propriu-zisă de aceste acumulări (sectoarele Brănișca-Bretea Mureșană, Mintia-Vețel). Datorită depunerilor laterale albia majoră a Mureșului a fost înălțată pe unele porțiuni (cu deosebire în lărgirea de la Ilia) aproape de nivelul terasei inferioare (L. Badea și M. Buza, 1991).
În sectorul aferent Dealurilor și Câmpiei Banatului, terasele Mureșului au fost studiate, mai ales, în Podișul Lipovei — L. Sawicki (1912); M. Iancu, M. Parichi (1971); E. Vespremeanu (1972)  — și mai puțin în câmpie — M. Bizerea (1973); N. Mihăilă, N. Popescu, P. Giurgea (1988); Gr. Posea (1997). Între rezultatele la care au ajuns autorii semnalați există neconcordanțe, atât în ce privește altitudinea teraselor, cât și în cartarea acestora.
E. Vespremeanu (1972), la Lipova și în amunte de Lipova, identifică următoarele terase: 3-5 m (123 m alt. abs.; luncă), 6-12 m (125 m), 18-25 m (145 m), 50-60 m (175 m), 80-90 m (200 m), 100-110 m (225 m). Autorul consideră că nivelele situate sub 200 m altitudine absolută se dezvoltă și în câmpie și indică terasa de 50-60 m (175 m alt. abs.) de la Lipova ca fiind cea mai dezvoltată în Câmpia Vingăi. Sub această terasă, pe unele văi locale, s-a săpat ca treaptă terasa de la 150 m la Lipova (18-23 m alt. relativă), iar peste terasa de 50-60 m apare numai un petic (la Mașolc) din terasa de 200 m (80-90 m alt. relativă), la altitudini locale de 170-192 m.
M. Bizerea (1973) a cartat în Câmpia Vingăi următoarele nivele de terase, pe care le-a numit morfologice: 
- nivelul Seceani sau Podul Seceanilor (la 180 m), care se întinde și la est de valea Beregsăului, în Platoul Bencecului, și înclină spre nord și sud din cauza branhianticlinalului local; 
- nivelul Alioș, la 160 m, situat în nord-est, cu denivelare de 50 m față de Podișul Lipovei (pe linia Chesinț-Irig-Mașloc), pe care se aliniază râurile Beregsău și Măgheruș, instalate pe vechi cursuri ale Mureșului ; 
- nivelul Călacea (de 130 m) și nivelul inferior (la 100 m) sunt dispuse mai spre vest.
N. Mihăilă și colab. (1988) indică avale de Lipova 5 nivele de terase: t1 = 4 m (125-130 m alt. abs.) , se pierde la nord-vest de Zăbrani; t2 = 10-12 m (130-140 m) dispare la Neudorf și nu mai reapare; t3 = 40 m și 15 m la Felnac (175-160 m alt., se lățește mult în vest, la 100-120 m alt.); t4 = 65 m, coboară la 25 m la Felnac (190-180 m alt. și se lățește în sud-vest, având 150-140-120 m alt.); t5 = 80 m și 60 m pe la sud de Tisa Nouă și vest de Hunedoara Timișană (190-200 m alt. și 160-150-140 m alt. în sud vest).
Gr. Posea (1992) consideră că în golful din avale de Lipova nu apar nivelele 1 și 2, ci numai lunca înaltă a Mureșului și unele conuri de dejecție sau glacisuri locale (sub t3) ca la Neudorf. Suprafețele de circa 125-130 m altitudine sunt considerate ca aparținând de lunca înaltă și sunt conuri, iar cele de 130-140 m, ca reprezentând un glacis prelung de luncă. Autorul afirmă că t3 este cea care se ridică peste luncă, la altitudini absolute de 150-160-175 m (40-55 m alt. relativă) și „terasa cheie“ în Câmpia Vingăi, de pe ea izvorând Măgherușul și alte cursuri, foste brațe ale Mureșului, care se îndreaptă spre Bega. 
T2 a fost identificată avale de Aluniș-Frumușani, având 10-15 m (130-140 m alt. abs.) și scăzând la 3-5 m în vest (100 m alt. abs.). Dacă t3 pătrunde pe valea Măgheruș către Timișoara și are echivalent Câmpia Nădlacului, t2 ar avea ca echivalent Câmpia Jimboliei și partea înaltă a Câmpiei Aradului.
T4, în opinia autorului, este prezentă, ca și t3, începând din golful Lipovei, unde are 50-60 m (180-185 m alt. abs.), și își menține altitudinea de 50 m și în vest și sud-vest, unde se oprește pe la 150-160 m alt. abs. Doar în lungul văii Măgheruș, unde a fost boltită, atinge 180-190 m, după care coboară spre Timișoara. Despre t5 consideră că rămâne în podiș, apărând chiar de la Lipova și se menține la 200-220 m deasupra Câmpiei Vingăi.
- (După: Mărculeț I., Cercetarea și gradul de cunoaștere a numărului teraselor Mureșului, Comunicări științifice, Edit. Samuel, Mediaș, Vol. VI., 2007 p. 295-302, 2 fig. )

## Praguri și cascade
In extravilanul satului Gura Arieșului este confluența râului Arieș cu râul Mureș. La sud de sat pe cursul Mureșului există 2 praguri formate din 2 niveluri de tufuri vulcanice neogene, care au împiedecat în trecut transportul cu plute a sării de la Turda spre porturile de pe Mureș din Mirăslău, Decea și Alba Iulia. La cca 700 m după confluență se află pragul numit “cascada mare”, iar la cca 1000 m “cascada mică”. Nivelurile de tuf sunt paralele și se evidențiază prin linii albe oblice pe direcția de curgere a râului pe imaginile din satelit furnizate de Google Maps.